# Valentim de Barros
Valentim de Barros (Lisboa, 11 de noviembre de 1916 - Lisboa, 3 de febrero de 1986) fue un bailarín portugués, considerado el primero del país en construir una carrera internacional. Actuó en el Teatro Éden, de Lisboa, y también en España y Alemania.
Fue institucionalizado en el hospital psiquiátrico Miguel Bombarda de Lisboa, donde permaneció casi 50 años, desde 1939 hasta el año de su muerte, debido a su homosexualidad, en tiempos en que su orientación sexual aún era considerada una enfermedad y un crimen en Portugal. En el siglo XXI, su memoria fue recuperada, con la historia de su vida inspirando el espectáculo Mário - Historia de un bailarín en el Estado Novo, que se estrenó en 2020 en el Cine São Jorge, en Lisboa.

## Biografía
Nació el 11 de noviembre de 1916 en Lisboa, en el seno de una familia de clase media, hijo de Ana da Encarnação Monteiro Figueiredo y Joaquim José de Barros. Comenzó su formación en danza a los 14 años, con clases particulares. Luego tomó clases de danza en el Teatro Nacional D. María II sin el conocimiento de su familia, quienes le aconsejaron interrumpir su carrera de baile. Actuó en revistas musicales en el antiguo Teatro Éden, en Lisboa, antes de trasladarse a España para poder seguir su carrera en el ballet.
Al llegar a Valencia se unió a una compañía internacional de ballet que actuó en varios lugares de Europa. Cuando estalló la Guerra civil española, Valentim huyó a Génova, habiendo vivido también en Marsella y en varias ciudades de Alemania, donde se estableció como bailarín y actuó en Dortmund, Stuttgart, Hamburgo, Múnich y Berlín.
En 1939 fue expulsado de Alemania, aunque los motivos de su repatriación no han sido establecidos con certeza. Una vez en territorio portugués, fue entregado al PVDE, que luego pasaría a denominarse PIDE, la policía política del Estado Novo, que lo retuvo durante tres meses. Poco después de ser entregado a su familia, fue enviado al hospital psiquiátrico Miguel Bombarda por su madre, tras un presunto episodio de violencia. Fue dado de alta y reingresado varias veces entre 1939 y 1949.
En 1949, fue sometido a una lobotomía (en aquel entonces conocida como leucotomía) y, desde ese momento, permaneció institucionalizado hasta el año de su muerte, en 1986. Le dieron un único diagnóstico: homosexualidad, considerada una enfermedad por la OMS hasta 1990. En Portugal, ser homosexual fue considerado un delito hasta 1982.

Durante su institucionalización también fue sometido a electroshocks. Estas intervenciones, especialmente la lobotomía, hicieron que Valentim perdiera algunas de sus facultades. Respecto a su diagnóstico y las intervenciones médicas a las que fue sometido, el psiquiatra que lo atendía manifestó lo siguiente:
¿El paciente tiene alguna psicosis? Lo he examinado cuidadosamente a este respecto y he llegado a resultados negativos. (...) Si antes invitaba a otros pacientes a prácticas homosexuales y se metía en la cama con ellos, después de la leucotomía hace exactamente lo mismo.
Con la llegada de la Revolución del 25 de abril de 1974, Valentim, como muchos otros pacientes psiquiátricos, fue dado de alta del hospital. Sin embargo, permaneció en el Hospital Miguel Bombarda al no tener familiares que lo acogieran. Durante este tiempo podía moverse libremente por la ciudad, sin embargo, el hospital siguió siendo su residencia.
Durante estos casi 50 años en el hospital, dedicó su tiempo libre a organizar obras de teatro, y también se dedicó al bordado, la pintura, la danza y la poesía. Además del portugués, hablaba con fluidez alemán, francés y español . Murió el 3 de febrero de 1986, a la edad de 69 años.

## Reconocimiento
Valentim de Barros fue entrevistado en la década de 1980 por la periodista Maria João Avillez.
En el siglo XXI, su memoria fue recuperada como ejemplo de la persecución que sufrieron las personas LGBT durante la era del Estado Novo en Portugal. El investigador António Fernando Cascais, de la Facultad de Ciencias Sociales y Humanas de la Universidad Nova de Lisboa, es responsable de gran parte de la recuperación de su historia, relatada en el ensayo Donde no bailo, la soledad lo hace por mí: Valentim de Barros, parte de la obra Hospital Miguel Bombarda 1968, publicada por Documenta/Sistema Solar en 2016.
En 2013, el profesor Sandro Resende organizó en el Centro Hospitalario Psiquiátrico de Lisboa la exposición Distopía, que incluyó un escenario creado por Valentim de Barros en 1974. Ese mismo año, este centro hospitalario también organizó la exposición O Bailado de Valentim de Barros, evocando su legado.
En 2017, fue homenajeado durante la Gala Abraço. El dúo musical Fado Bicha le dedicó un fado en 2019.
En enero de 2020, se estrenó en el Cine São Jorge el monólogo Mário - Historia de un bailarín en el Estado Novo, puesto en escena por Fernando Heitor e interpretado por Flávio Gil. La obra se basó en una investigación sobre la vida de Valentim de Barros, y el personaje de Mário se inspiró parcialmente en su historia de vida.
La Sala Estudio Valentim de Barros fue inaugurada en marzo de 2025 en los Jardines de Bombarda, un espacio cultural creado en el antiguo hospital Miguel Bombarda.